# Ak-Dovurak
Huyện Ak-Dovurak (tiếng Nga: Ак-Довурак райо́н) là một huyện hành chính tự quản (raion), của Tuva, Nga. Huyện có diện tích 4 km². Trung tâm của huyện đóng ở Ak-Dovurak.